# 氣候變化緩解
氣候變化緩解（英語：Climate change mitigation）或称去碳化（decarbonization）是為限制氣候變化，而透過減少溫室氣體排放，或是從大氣層中去除這些氣體（參見碳匯）而採取的行動。:2239近期全球平均溫度上升主要是由燃燒化石燃料（煤、石油和天然氣）所引起。減緩的做法透過轉換使用可持續能源、節約能源和提高能源效率來達到減排的目的。此外，還可透過擴大森林面積、復育濕地和利用其他自然及技術的途徑來去除大氣中的二氧化碳，這些過程統稱為碳截存。:12
在一系列的選項之中，太陽能和風能具有最高的氣候變化緩解潛力和最低的成本。太陽能和風能的可用變率（間歇性）可透過儲能和改進的輸電網路（包括超級電網、需求管理和可再生能源多樣化）來解決。 :1直接使用化石燃料的設備（例如車輛和取暖設備）的排放量可透過電氣化來達到降低的目的。改用熱泵和電動載具可提高能源效率。如果工業過程無法避免產生二氧化碳，可採碳捕集與封存（CCS）措施以降低淨排放量。
農業溫室氣體排放包括甲烷和一氧化二氮。可透過減少食物浪費、轉向植物性飲食、保護生態系統和改進耕作方式來降低排放。:XXV
氣候變化緩解政策包括：通過碳稅和碳交易進行碳定價、放寬對可再生能源部署的監管、減少化石燃料補貼、由化石燃料撤資，以及對可持續能源提供補貼。根據報導，依目前的政策，預計全球平均溫度在2100年將升高2.7°C。這種變暖明顯高於2015年《巴黎協定》將全球變暖的升溫限制在低於2°C（最好是1.5°C）的目標。將全球升溫限制在2°C，其產生的經濟效益有可能會高於經濟成本。

## 定義和範圍
減緩氣候變化的總體目標是為維持生態系統以保住人類文明，而必須大幅減少溫室氣體排放。（p. 1–64）因此聯合國政府間氣候變化專門委員會（IPCC）將”緩解”定義為“減少排放或增加溫室氣體截存而進行的人為干預”。:2239
一些出版物將太陽輻射管理（SRM）描述為一種緩解氣候變化的科技。SRM與溫室氣體緩解無關，而是把地球接收太陽輻射的方式作改變來發揮作用。:14–56此類的例子包括將到達地表的陽光量減少、增加低層大氣層中雲層的反射率，和讓大氣層高層的雲層變薄以減少吸熱，以及改變地表反照率。IPCC將SRM的做法描述是種“降低氣候風險的策略”或“補充選項”，而非氣候緩解的選項。:14–56對於已知的各種緩解措施，需同時採用，因為並無單一途徑有能力將全球變暖限制在1.5或2°C。:109這些措施包含以下幾類：
1. 可持續能源和永續交通系統
2. 節約能源（包括有效率能源使用（英语：efficient energy use））
3. 在農業生產和工業過程：採永續農業和綠色產業政策（英语：Green industrial policy）的做法
4. 強化碳匯作用：以移除二氧化碳（英语：Carbon dioxide removal）（CDR，也包括碳截存）

移除二氧化碳 (CDR) 被定義為“從大氣中去除二氧化碳，並將其持久儲存在地質、陸地或海洋儲藏庫，或是產品之中的人為活動。CDR包括現有和潛在的，經由人類增強的生物或地球化學的儲存方式，以及直接在空氣中捕獲及儲存的二氧化碳 (DACCS)，但不包括非直接由人類活動引起的自然二氧化碳吸收。”
此領域中的用語仍在不斷演進。如果所做的規模是全球性的，有時在科學文獻中會使用地球工程（geoengineering），或是氣候工程（climate engineering）來指進行CDR或是SRM的工作。:6–11但IPCC報告中不再採用地球工程或是氣候工程的表達方式。

## 排放趨勢與緩解承諾

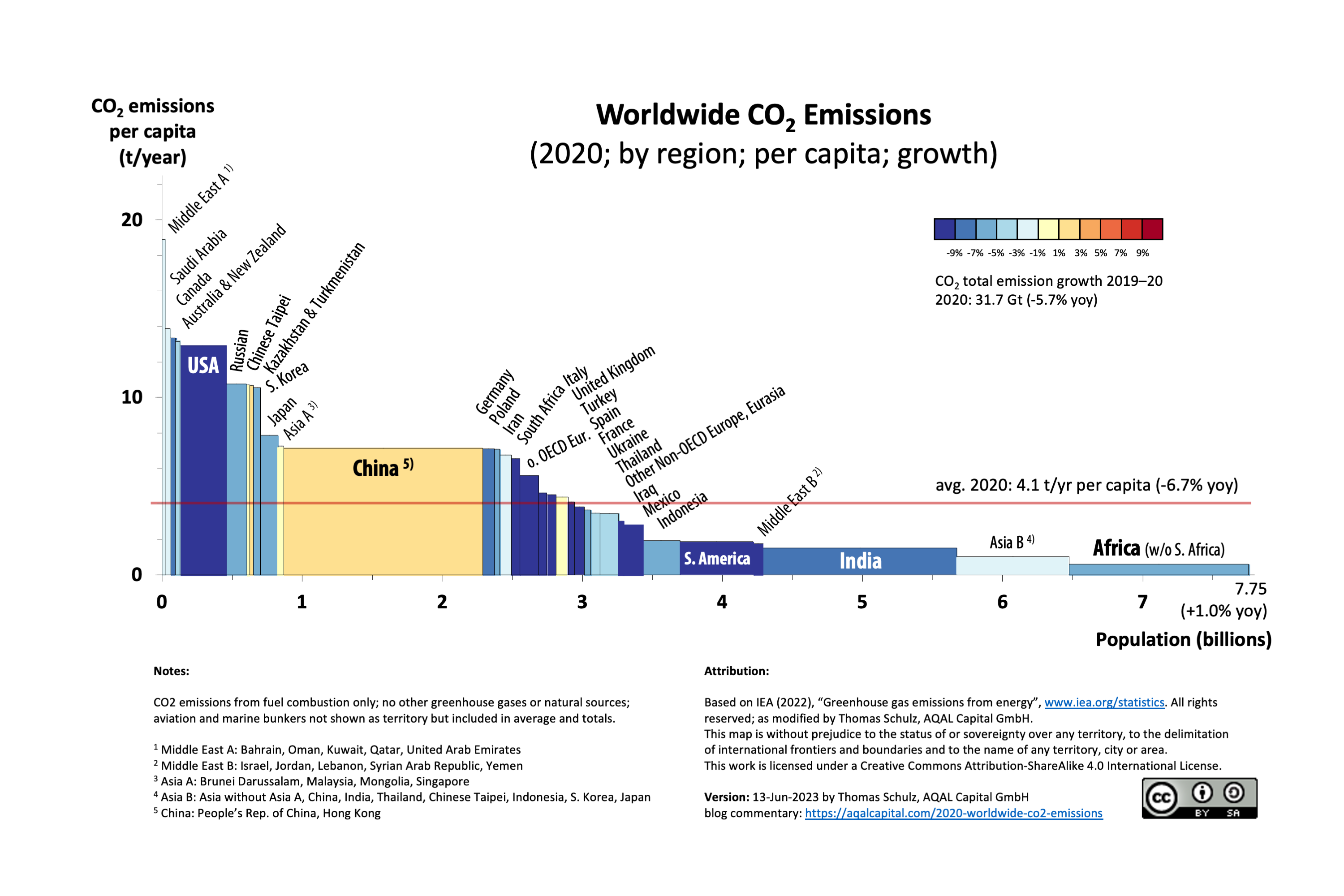
2020年世界二氧化碳排放（按區域及人均）可變寬度柱型圖

已開發國家人均溫室氣體排放量高於開發中國家，排放量與各國人均國內生產毛額（GDP）呈現大致等比率的結果。

人為活動排放的溫室氣體把溫室效應加強，進而加劇氣候變化。排放的大多數是燃燒化石燃料（煤、石油和天然氣）所產生的二氧化碳。人為排放導致地球大氣中的二氧化碳比工業化前水平增加約50%。2010年代的排放量平均為每年560億噸，比以往任何時期均高。在2016年，由使用能源（用於發電、供熱和交通運輸）產生的溫室氣體佔總排放量的73.2%，直接工業過程佔5.2%，垃圾和污水佔3.2%，農業、林業和土地利用佔18.4%。
火力發電和交通運輸是主要排放源：最大的單一來源是燃煤發電廠，佔溫室氣體排放量的20%。森林砍伐和土地利用變化也會排放二氧化碳和甲烷。人為導致甲烷排放的最大來源是農業，以及化石燃料產業的氣體排放和洩漏排放。最大的農業甲烷來源是家畜。農地土壤會排放一氧化二氮，部分原因是使用化學肥料的緣故。由於多國批准《基加利修正案》(附加於《蒙特婁議定書》)，因此冷媒中的氟化氣體問題已透過政治方式解決。
二氧化碳是溫室氣體中的主要成分，而甲烷排放具有幾乎相同的短期影響。一氧化二氮和氟化氣體(F-Gases) 造成的影響較小。牲畜及其糞便產生的溫室氣體排放量佔所有溫室氣體排放量的5.8%，但取決於用於計算相應氣體的全球暖化潛勢 (GWP) 的時間範圍（短期或長期）。 
溫室氣體排放量以二氧化碳當量作衡量，由其全球暖化潛勢 (GWP) 決定，而所謂潛勢又由氣體在大氣中的壽命而定。廣泛使用的數種碳核算法將甲烷、一氧化二氮和其他溫室氣體的容量轉換為二氧化碳當量。估算在很大程度上取決於海洋和陸地吸收這些氣體的能力。如甲烷、氫氟碳化合物 (HFCs)、對流層臭氧和黑碳在內的短期氣候污染物 (SLCP) 在大氣中的存留時間從幾天到15年不等，而二氧化碳能在大氣中存留數千年。
有越來越多地球觀測衛星被用於定位和測量溫室氣體排放及森林砍伐。而早期的科學家主要是依賴特定公式，以及政府自行報告的數據進行溫室氣體排放量估算。

### 所需減排

根據各國對於氣候變化的政策及承諾（2021年）在不同假設下製作的氣候變化情景圖。

聯合國環境署在2022年發布的年度“排放差距報告（Emissions Gap Report）”指出：“要能走上將全球增溫限制在1.5°C之路，全球的年度溫室氣體排放量必須把8年前訂立的政策中預定達成的排放量再降低45%，而且要在2030年後仍繼續快速下降，以免把有限的剩餘大氣碳預算耗盡。:xvi這份報告還評論說，世界應該關注“涵蓋廣泛的整體經濟轉型”，而非專注於逐步增量式變化。:xvi
IPCC於2022年發布第六次評估報告，警告溫室氣體排放最遲必須在2025年前達到峰值，在2030年之前下降43%，才有可能將全球變暖控制在1.5°C (2.7°F)以內。 聯合國秘書長安東尼歐·古特瑞斯強調為此目標，“主要排放國必須從今年開始大幅減排”。

### 承諾
於2009年成立的研究機構氣候行動追蹤針對2021年11月9日的情況描述為：根據現行擬定的政策，全球氣溫到本世紀末將上升2.7°C，而根據國家實際的做法，則將上升2.9°C。如果僅履行在2030年達成的承諾，溫度將上升2.4°C，如果長期目標也能實現，溫度將上升2.1°C。如果所有宣布的目標都完全能實現，全球氣溫上升的峰值將是1.9°C，升溫將在2100年下降到1.8°C。所有氣候承諾的信息都會發送到全球氣候行動門戶網站（此網站依據《聯合國氣候變遷綱要公約》（UNFCCC）設立）。科學界正在檢查承諾的達成情況。
雖然為2020年所設的大多數目標均未得到明確和詳細的評估，或是媒體的報導，但肯定的是各國未能實現其中多數，甚或是所有目標。 
2021年聯合國氣候變化大會（即第26屆聯合國氣候變化大會，簡稱：COP26）在英國格拉斯哥舉行後，運行氣候行動追蹤機構的研究人員報告說，佔全球溫室氣體排放量85%的國家中，只有4個政體（佔全球溫室氣體排放量的6%）- 歐盟、英國、智利和哥斯達黎加 - 已發布詳細的官方政策計劃，描述實現2030年緩解目標的步驟和進行方式。
美國和歐盟於2021年發起全球甲烷減排承諾，要在2030年之前將排放量減少30%。阿根廷、印尼、義大利和墨西哥加入這項倡議，“加納和伊拉克表示有興趣加入，根據一份白宮的會議摘要，這6國恰好都名列全球前15個甲烷排放國之內。”以色列也加入此倡議。

## 低碳能源
能源系統（包括能源的輸送和使用），是二氧化碳的主要排放源。:6-6能源部門需要快速和大幅減少二氧化碳和溫室氣體排放，以控制全球變暖程度不超過2°C。:6-3IPCC建議的措施有：“減少消耗化石燃料，增加低碳和零碳能源的產量，以及增加電力和替代能源載體的使用”。:6-3

雖然全球努力生產可再生能源，但目前煤炭、石油及天然氣仍是人類耗用能源的大宗。

幾乎所有的情景和策略都預計可再生能源的使用會大幅增加，並結合提高能源效率措施。:xxiii可再生能源的部署必須從2015年的0.25%年增長率加速6倍（到1.5%），而將全球變暖程度控制在2°C以下。

在可再生能源中，尤其是太陽能光伏系統發電以及風能發電正逐步擴大其供電量的佔比。

可再生能源所具的競爭力是達成快速部署的關鍵。 在2020年，陸上風能和太陽能光電是許多地區新增最便宜且大容量電力的來源。可再生能源目前有較高的儲存成本，但不可再生能源卻具有更高的清理成本。設定碳定價可把可再生能源的競爭力提升。

### 太陽能和風能

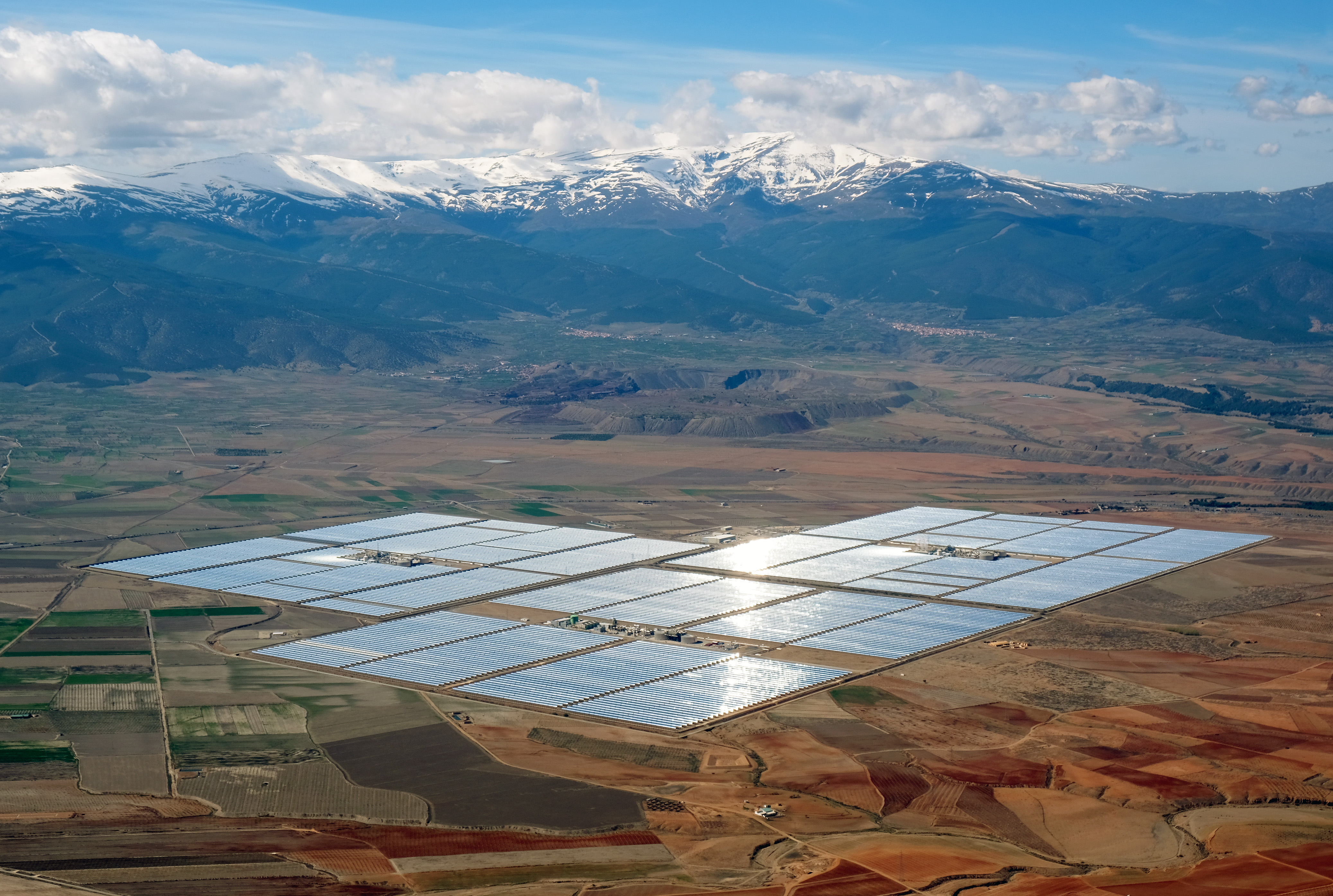
安達索爾太陽能電站（額定容量150兆瓦）是歐洲第一個商業化的拋物線槽型太陽能熱電站，位於西班牙安達魯西亞省，採用熔鹽罐儲存太陽能（熱能），於陽光停止照射後仍可持續發電達7.5小時。

風能和太陽能可用其具有競爭力的生產成本，而成為大量低碳能源的來源。IPCC估計這兩種減緩方案在2030年之前具有最高的低成本減排潛力。:43
太陽能光電 (PV) 已成為世界許多地區最便宜的發電方式。從1990年代起，光電一直以接近指數型的方式增長，大約每3年即增加1倍。另一種技術是聚光太陽能熱發電 (CSP)，使用反光鏡或是透鏡將大面積的陽光熱量聚集到接收器上。CSP可將熱能儲存幾個小時，於晚間繼續提供。 在2010年至2019年間，全球太陽能熱水器裝置數量已增加一倍。

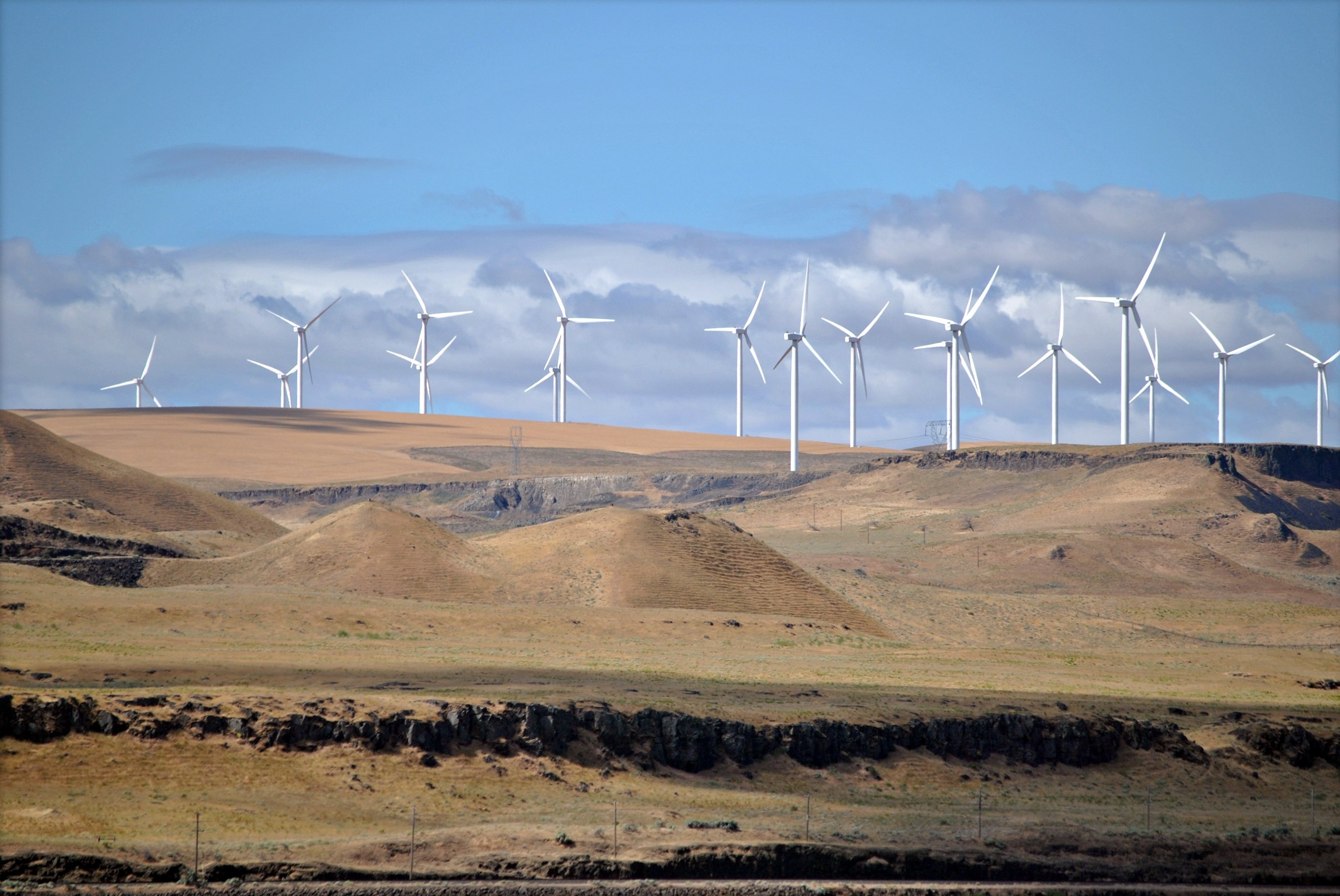
位於美國俄勒岡州的謝菲德平原風電廠，此電廠的額定發電容量為845兆瓦。

在地球南北半球中緯度較高的地區具有最高的風力發電潛力。 海上風力發電場成本更高，但單位裝置容量可提供更多電力，而且波動更小。在大部分地區，冬季光電的輸出較低時，風力發電量卻會較高，基於此原因，風能和太陽能兩者結合可讓供電能更為平衡。 

### 其他可再生能源

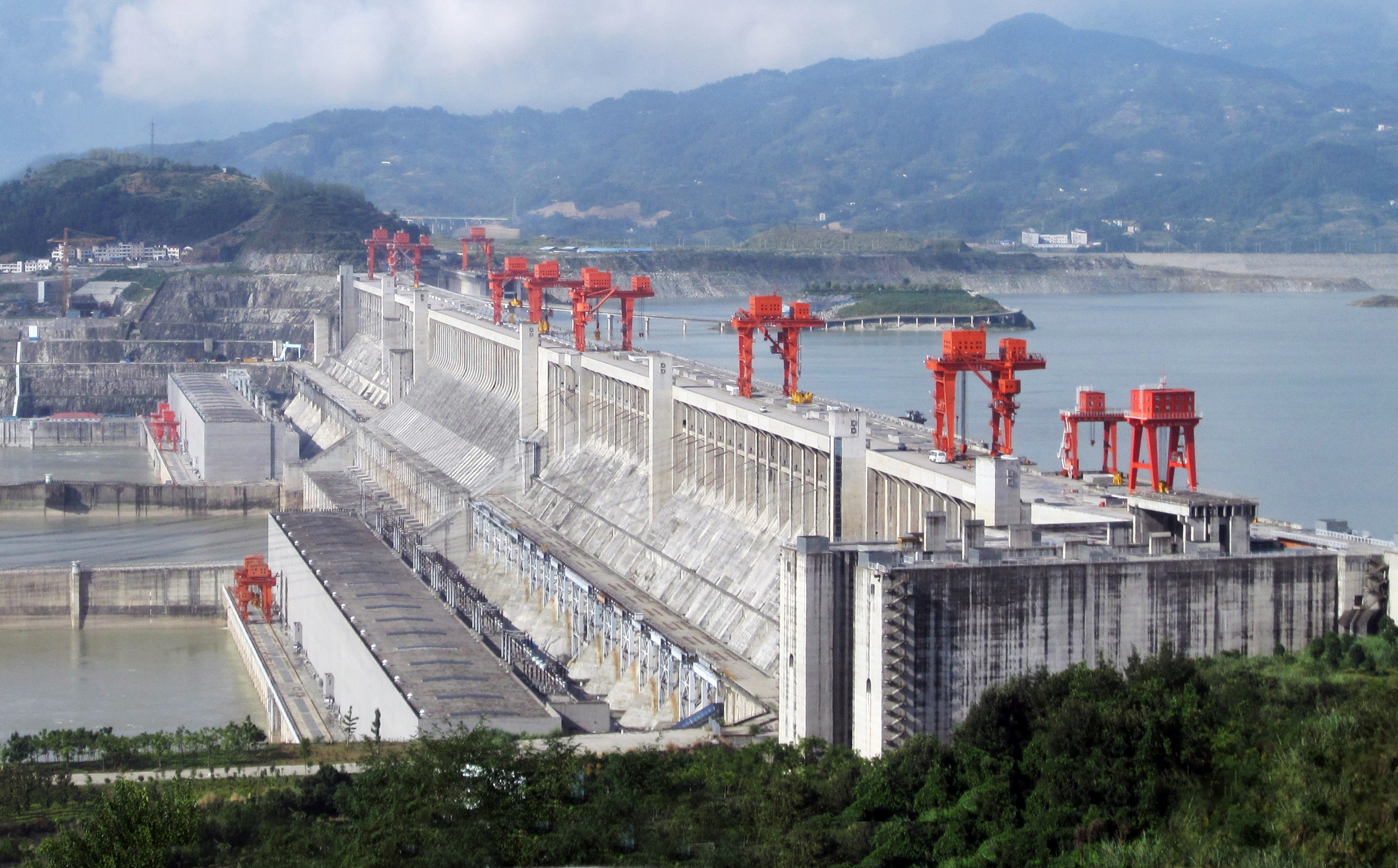
位於中國的長江三峽水利樞紐工程（額定水力發電容量為22,500兆瓦，排名世界第一）。

其他成熟的可再生能源包括有水力、生物能源和地熱能：
- 水力發電是透過水的移位而產生的電力，在巴西、挪威和中國等國家的能源中有重要的作用。[58]但此種產生電力的方法存在地理限制，以及環境問題。[59]在某些沿海地區可利用潮汐能來發電。。
- 生物能源可供發電、供熱和交通運輸之用。生物能源中，特別是沼氣，可提供調度用發電（英语：dispatchable generation）。[60]燃燒植物性生物質作為能源會釋放二氧化碳，回過頭來，這些植物在生長過程中會從大氣中吸收二氧化碳。這類燃料的生產、運輸和加工方式對其整個生命週期中排放有重大影響。[61]目前已有可再生生物燃料用於航空領域。[62]
- 地熱能可用來生產電力。目前有26個國家/地區利用地熱能來發電，[63][64]而有70個國家/地區使用地熱能供暖。[65]

### 整合變動性可再生能源
風能和太陽能發電並不能與實際電力需求同步。為從風能和太陽能等變動性可再生能源得到穩定的電力，得讓電力系統具有靈活性。大多數電網都是由非間歇性能源發電所建構，例如燃煤發電廠。 當有越來越多的太陽能和風能發電併入電網，就必須進行變革，以確保電力的供應與需求能匹配。 
要讓電力系統能更為靈活，有多種方法可達到目的。在許多地方，風能和太陽能發電就每日以及季節性上有互補的功能：太陽能發電量在夜間和冬季會較低，但風力發電量會較高。透過高壓直流輸電方式把電力輸送到不同的地理區域可進一步將此類變動性消除。而透過能源需求管理與智慧電網跟隨電力需求而移動，與變動性能源生產高峰時間相匹配。 電轉X（將剩餘的電能以不同的方式儲存）可提供更多的靈活性，把剩餘電力改用到電熱系統和電動汽車也是其中的解決方案。為風能和太陽能發電建設過剩產能將有助於確保，即使在惡劣天氣時也能產生足夠的電力。在最佳的天氣狀況時，如果多餘的電力無法儲存時，則會發生必須減少發電的情況。

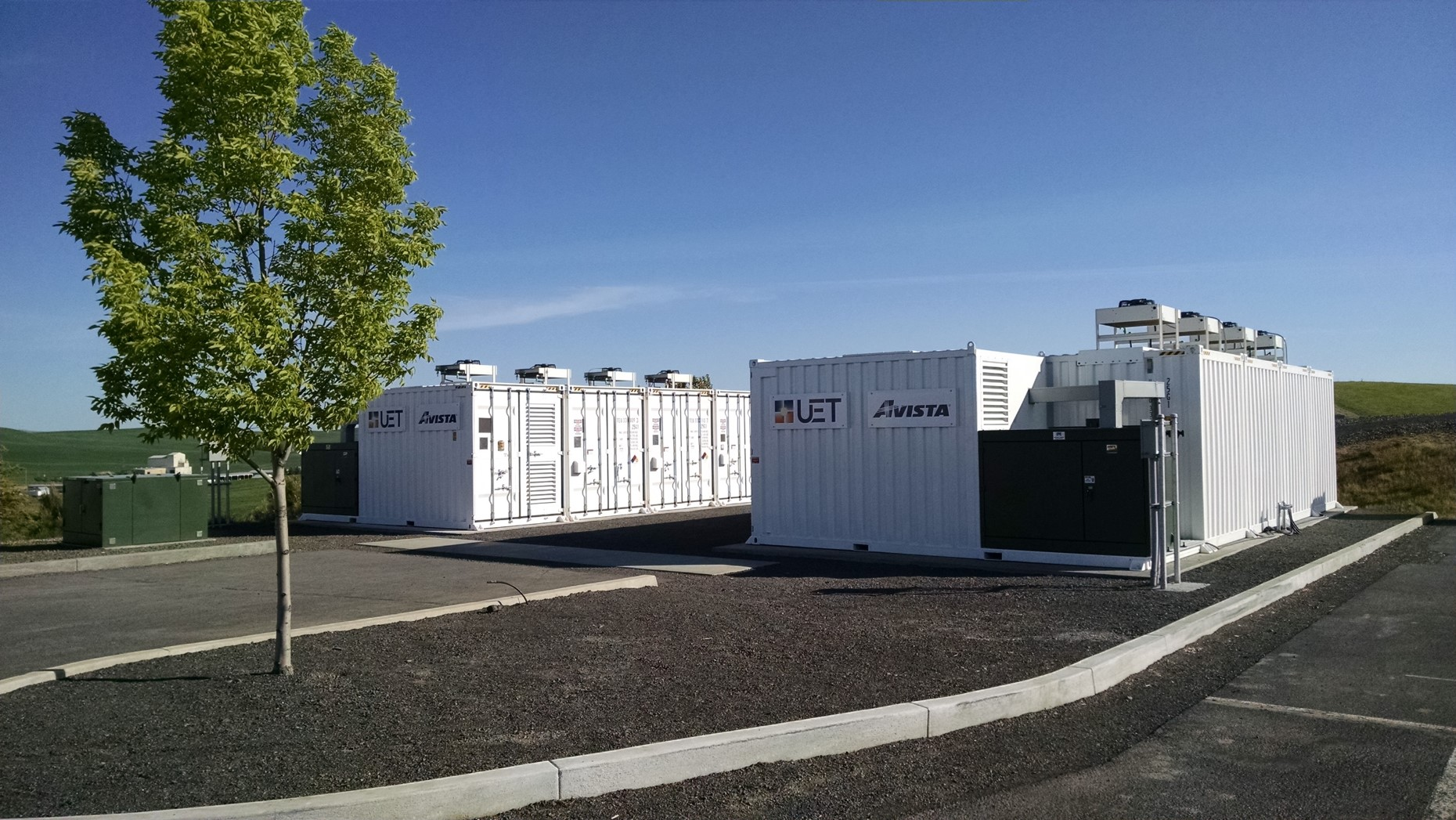
電池儲存電能設施。

建立儲能設施有助於克服間歇性可再生能源的弱點。最常用到的蓄能做法是抽蓄發電，此方式需要位於落差大且易於調度水的地點。利用電池儲能也有廣泛的部署，但通常僅作短期儲存之用。目前由於電池的高成本和低能量密度，尚無法應對季節性變化所需的大型儲能用途。而某些地方已建有可維持數個月的抽蓄發電能力。

### 核能
核能可用來發電，補充可再生能源的不足。而在另一方面，環境和安全風險可能會超過收益。
目前建造核子反應爐需要大約10年的時間，超過擴大風能和太陽能部署所需的時間，:335並存在信用風險。然而中國認為其成本會便宜許多，因此在大量建設此類發電廠。 截至2019年截至2019年，延長核電廠壽命的成本較其他發電技術（包括新的太陽能和風能項目）具有較高的競爭力。 

### 天然氣取代煤炭
本節摘自永續能源#Fossil fuel switching and mitigation。
從採用煤炭作為能源轉而改用天然氣，在可持續性方面具有優勢。對於生產每一給定能源單位，天然氣的能源生命週期溫室氣體排放量大約是風能或核能排放量的40倍，但遠低於煤炭的。當用天然氣發電時，所產生的排放量約為煤炭排放量的一半，當用於供熱時，天然氣產生的排放量約為煤炭排放量的三分之二。在開採天然氣和運輸過程中，降低甲烷洩漏可進一步降低其對氣候的影響。 天然氣產生的空氣污染較煤炭的為少。
從煤炭轉用天然氣可在短期內減少排放，而有助於減緩氣候變化。但從長遠來看，天然氣無法提供實現碳中和的途徑。發展天然氣基礎設施存在碳鎖定和擱淺資產的風險，新的天然氣基礎設施需承擔數十年的碳排放作用，或是在盈利之前就必須拆除。

## 降低需求
降低對會導致溫室氣體排放的產品和服務需求有三種不同的方法。首先是透過行為和文化的改變，例如改變飲食的內容，其次是改善基礎設施（例如建立良好的大眾交通網絡）,最後是改變終端技術（例如有良好隔熱的房屋比隔熱較差的會導致較少的排放）。（p. 119）
那些能減少對產品或服務需求的緩解方案可幫助人們做出減少碳足跡的個人選擇，（例如在選擇交通工具或食物時）。:5-3這表示此類緩解方案有許多社會面上可減少需求的功能（也稱為需求方緩解行動）。例如社會經濟地位高的人往往比社會經濟地位低的人會產生更多溫室氣體排放。通過減少這類人的排放和推行綠色政策，他們可成為“低碳生活方式的榜樣”。:5-4但有許多因素會影響到消費者的心理變量，例如認識和風險感知。政府政策會產生支持或是阻礙需求緩解方案的作用。例如公共政策可促進循環經濟概念以支持緩解氣候變化。:5–6減少溫室氣體排放與共享經濟有關聯。
關於經濟增長與排放之間的相關性存在爭論。經濟增長似乎不再必然會有更高的排放量。  

### 節能與增效
全球在2018年對一次能源的需求超過161,000TWh（10億瓦時），包括電力、交通運輸和供暖，也包括其中發生的任何損失。在交通運輸和電力生產中，使用化石燃料的效率較低（低於50%）。由於發電廠和汽車發動機中的許多熱量被浪費掉，實際消耗的能源量為116,000TWh，明顯較需求為低。
所謂節能是使用更少的能源服務而達到減少能源消耗的目的。為達到目的，可透過更有效的使用（使用更少的能源而達到相同的結果）或減少使用服務數量（例如減少駕車）來實現。節能位於可持續性能源階層結構的頂端。 可通過減少浪費和損失、技術升級以提高效率，以及改進運作和維護來達到節能的目的。
有效使用能源，有時就簡稱為能源效率，是在提供產品和服務過程中，降低所需能源量的做法。提高建築物能源效率（“綠色建築”），全球到2050年的工業製程和交通運輸的能源效率可將能源需求降低達3分之1，均有助於減少溫室氣體排放。例如進行建築隔熱後，使用更少的加熱和冷卻能源即可實現和保持熱舒適性。要提高能源效率，通常是採用更高效的技術或生產過程，或是採用減少能源損失的做法來實現。

### 改變生活方式

佔全球人口1%的最富有者，其溫室氣體排放量是佔全球人口50%最貧窮者整體排放的兩倍以上。

應對氣候變化的個人行動包括許多個人選擇，例如飲食、旅行、家庭能源耗用、商品和服務的消費以及家庭規模。希望減少碳足跡的人（尤其是在高收入經濟體內，又過著高消費生活方式的人）可採取“具有重大影響”行動，例如避免成為飛行常客、避免使用以汽油作燃料的汽車、攝取主要為植物性飲食、少生子女、延長衣服和電子產品的使用時間，以及使用電力烹飪及取暖。但對於收入較低的人來說，做出這些改變會更加困難，因為他們通常無法負擔電動汽車等的成本。過度消費對於氣候變化的影響遠大於人口增長。過度消費生活方式對環境的影響甚為巨大，全球富人中排名在前10%的，其生活方式的排放量即約佔全球總排放量的一半。

### 改變飲食
避免食用肉類和奶製品被稱為個人可減少對環境影響的“最重要行動”。 到2050年，如廣泛採用素食可將與食物相關的溫室氣體排放量減少63%。中國在2016年推出新膳食指南，目的為到2030年將肉類消耗量減少50%，因此每年可減少1吉噸（Gt，10億噸） 的溫室氣體排放。總體而言，由消費產生的溫室氣體排放量中，由食品產生的佔比最高，佔所有碳足跡近20%。近15%的人為溫室氣體排放歸因於畜牧業。 
改而攝取植物性飲食會有助於緩解氣候變化。特別是減少肉類消費有助於減少甲烷排放。如果高收入國家轉向以植物為基礎的飲食，可把大量用於畜牧業的土地恢復到自然狀態，因此有可能在本世紀末把1,000億噸二氧化碳封存。

### 家庭規模

全球人口數目自1950年起已經增加兩倍。

人口增長導致大多數地區，特別是非洲的溫室氣體排放量增加。:6–11然而經濟增長對於氣候的影響大於人口增長。:6–622由於個人收入增加，改變消費和飲食模式，再加上人口增長，而對土地及其他自然資源形成壓力，會導致更多的溫室氣體排放和更少的碳封存。:117學者指出，“採取人道方式以減緩人口增長的政策可成為多方面氣候應對行動中的一部分，與終止化石燃料使用和激勵可持續消費一併進行。”“女性教育和生殖健康方面的進步，特別是自願性計劃生育，在減少世界人口增長方面可提供巨大貢獻”已是多數人具備的知識。:5–35

## 保護和強化碳匯

全球約58%的二氧化碳排放被不同的碳匯所吸收，包括植物、土壤以及海洋（參見全球碳計畫#Global Carbon Budget）。

png格式世界地圖，以不同顏色顯示各國土地受到保護的程度，顏色越淺表示受保護的土地越多。

IPCC第六次評估報告中提出一項重要的緩解措施，即“保護和加強碳匯”。 所指的是為地球的天然碳匯做管理，以保持或提高它們從大氣中去除二氧化碳，並持久儲存的能力（稱為碳截存）。在減緩氣候變化的背景下，這種”匯（sink）”被定義為“從大氣中去除溫室氣體、氣膠或溫室氣體前體的任何過程、活動或是機制”。:2249全球兩個最重要的碳匯是植被以及海洋。
為增強生態系統的碳截存能力，農業和林業需要進行變革，例如防止森林砍伐和經由林地復育以恢復自然生態系統。:266將全球變暖程度限制在1.5°C的情景，通常預示在21世紀須大規模使用去除二氧化碳的措施。:1068:17雖然人們擔心過度依賴這些技術和其對環境的影響。:17:34但生態系統復育後，其減少轉化的減緩潛力是在2030年之前可產生最大減排量的工具之一。:43
IPCC第六次評估報告中把在陸地實施的緩解方案稱為“AFOLU緩解選項”。AFOLU為“農業、林業和其他土地利用”的英文首字母縮寫:37報告將圍繞森林和生態系統相關活動的經濟緩解潛力描述為：“對森林和其他生態系統（沿海濕地、沼澤、疏林草原和草地生態系統）的保護、改善和復育”。資料顯示減少熱帶地區的森林砍伐的緩解潛力很大。這些活動的經濟潛力估計可達每年降低4.2至7.4吉噸二氧化碳當量。:37

### 森林

#### 保育

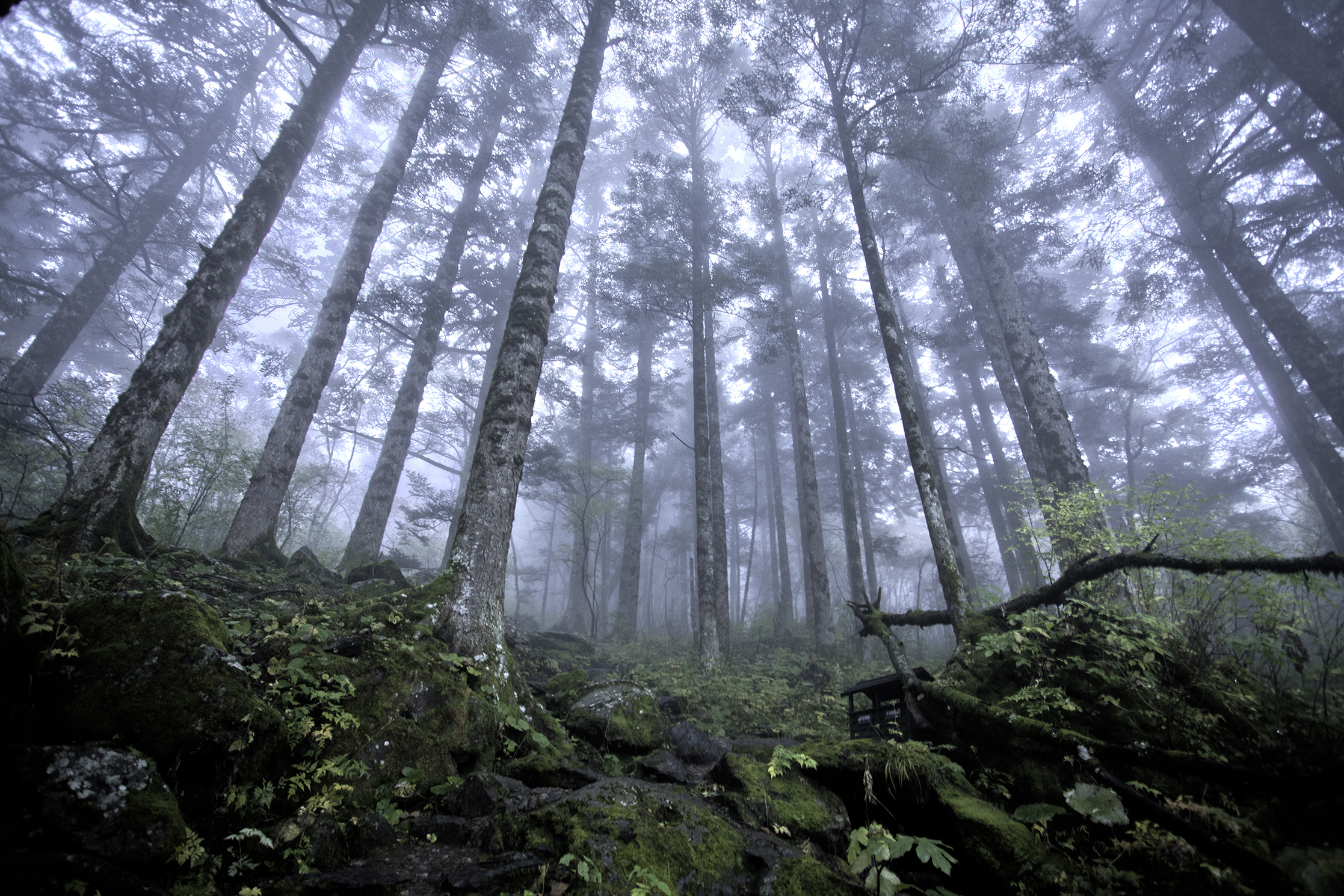
有人爭論說，把原住民土地權利返還予原住民，更能有效保護森林。

由經濟學家尼古拉斯·斯特恩於2007年為英國政府撰寫關於氣候變化經濟學的報告（《斯特恩報告》），指出遏制森林砍伐是“減少溫室氣體排放的一種極具成本效益的方式”。全球大約95%的森林砍伐發生在熱帶地區，主要是開闢土地供農牧業使用。森林保護戰略中有一項，是將土地權利從公共領域轉移給當地原住民。以往土地特許權通常會流向勢力龐大的礦業公司，而這些公司所採的策略會排除，甚至將當地居民驅離（此做法稱為“堡壘保護”），結果是當地居民為求生存而接踵為礦業公司工作，最終導致更多的土地遭到開發。 
保護森林（Proforetation，即保護保護既有的自然森林）會促進森林充分發揮其生態潛力。這是一種緩解策略，因為在廢棄農田中再生的次生林，其中生物多樣性會較原始森林為低，而原始森林儲存的碳比這類次生林多出60%。保護森林的策略包括再度野化和建立生態廊道。

#### 植樹造林和林地復育
植樹造林（Afforestation）是在以前沒有樹木覆蓋的地方種植樹木。依據氣候變化情景估計，建立佔地達4,000百萬公頃（Mha，即6,300 x 6,300公里）的新種植園，到2100年的碳儲存能力會超過900吉噸（等於2,300吉噸二氧化碳）。但這類設想並不被認為是可行的積極減排替代方案，因為所需種植園面積過於龐大，會把大多數自然生態系統排除，或是減少糧食生產。植樹造林的其中一例是種兆棵樹運動。

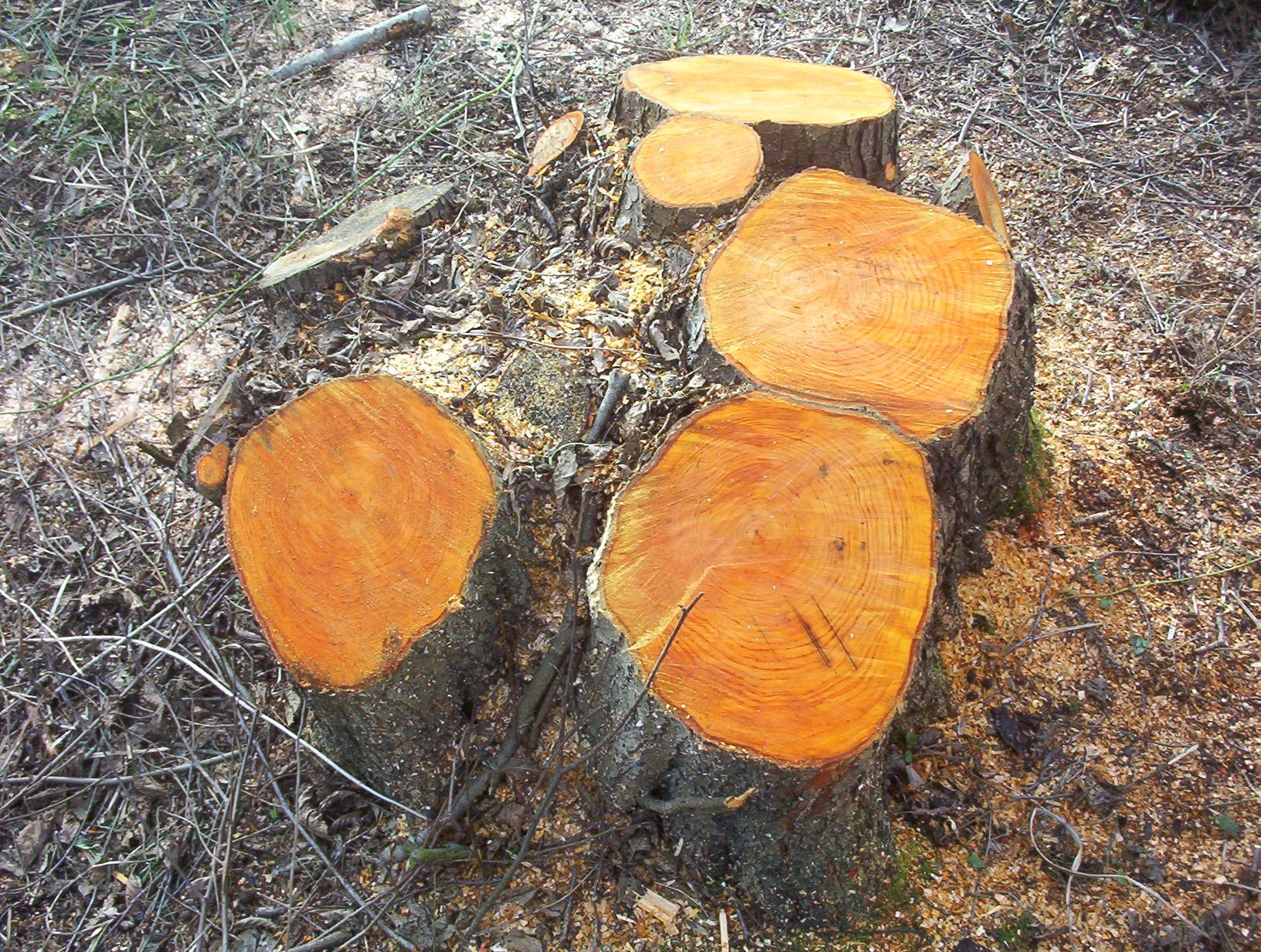
讓業經砍伐過的森林，其殘存樹根及樹幹重新生長，會比重新植林更能有效吸收及儲存二氧化碳。但此種做法因原住民無土地權利，而難以實施。

林地復育（Reforestation）是對既有，已被砍伐殆盡的森林或最近曾有森林存在的地方進行重新種植。林地復育每年至少可儲存1吉噸的二氧化碳，估計成本為5-15美元/噸二氧化碳。將全世界所有退化的森林恢復，可捕獲大約205吉噸碳（750吉噸二氧化碳）。當集約農業和城市化進程加快，廢棄農田的數量也會增加。據估計，每砍伐1英畝原始森林，就有超過50英畝的新次生林生長。在一些國家，促進廢棄農田重新植樹可抵消這些國家好幾年的排放量。 
種植新樹將會是一項昂貴且有風險的投資，例如，在撒哈拉沙漠南部的薩赫爾地區的新種樹木，大約有80%會在兩年內枯死。林地復育比植樹造林（重新造林）具有更高的碳儲存潛力，預計為紅樹林做復育之後的40年內，每公頃可提供高出60%的碳儲存。通過在可用的紅樹林地區做林地復育，可讓位於河口和沿海濕地生態系統的二氧化碳吸收量每年增加4.3-5.1%。協助本土物種自然生長的成本會更低，而且它們更有存活的機會，即使是長期遭受砍伐的森林仍然有由活根和樹樁組成的“地下森林”存在。其間當地人可能會做修剪（園藝）和萌生以加速樹木生長，這樣做也能產出木質燃料（另外產生木質燃料的主要來源則是森林砍伐）。這種被稱為農民自然再生做法已有數百年曆史，但實施的最大障礙是國家擁有這些林地，經常將木材權出售給企業，導致樹木幼苗被當作障礙物而被連根拔起。為當地人提供法律援助，還有在馬利和尼日等地對財產法做修改後，產生所謂的非洲最大積極環境變革，從太空中可以看到尼日和奈及利亞兩國間的邊界地帶，奈及利亞這一邊的土地更為貧瘠，原因是那兒的法律並未修改。

### 土壤
有許多增加土壤碳含量的措施，而讓情況變得複雜且難以測量和解釋。
在全球保護健康的土壤和恢復土壤碳海綿作用，每年可從大氣中去除76億噸二氧化碳，超過美國一年排放量。樹木在生長時會吸收二氧化碳，並透過根部滲出液釋放更多的碳進入土壤。樹木有助於構建土壤碳海綿。木材燃燒時，所含的碳會立即以二氧化碳形式釋放出來。如果讓死樹維持原狀，只有部分碳會隨分解作用而進入大氣。
加強土壤截碳的方法包括不犁田耕作、秸稈覆蓋和作物輪作，有機農業會比傳統農業更廣泛用到這類做法。由於目前美國的農田中僅有5%採不犁田耕作和秸稈覆蓋的做法，如改變後將會有巨大的截碳潛力。

農作會耗盡土壤中的碳，讓土壤失去支撐生命的能力。但保護性耕作可保護土壤中的碳，並隨時間演進而將破壞修復。種植覆土作物的耕作方式已被公認為是種氣候智能型農業。 在歐洲，對土壤的最佳管理做法被形容是增加土壤中的有機碳：耕地轉變為草地、加入秸稈、減少犁田、加入秸稈與減少犁田兩項結合、草與作物輪作系統以及種植覆土作物。 
再生農業包括保護性犁田、多樣性、輪作和種植覆土作物，最大限度減少實際干擾並支持土壤截碳。此做法可改善土壤狀況，最終可提高農作產量。
另一種緩解選項是生產生物碳，即生物質經熱裂解後剩餘的固體，並將其儲存在土壤中。在生產過程中，生物質中有一半的碳被釋放 - 釋放到大氣中或透過碳捕集與封存（CCS）技術捕獲 - 而另一半的大部分將留存為穩定的生物碳。生物碳可在土壤中留存數千年。生物碳可提高酸性土壤的肥力，增加農業生產力。在生產生物碳的過程中，產生的熱量可作為生物能源來利用。

### 濕地

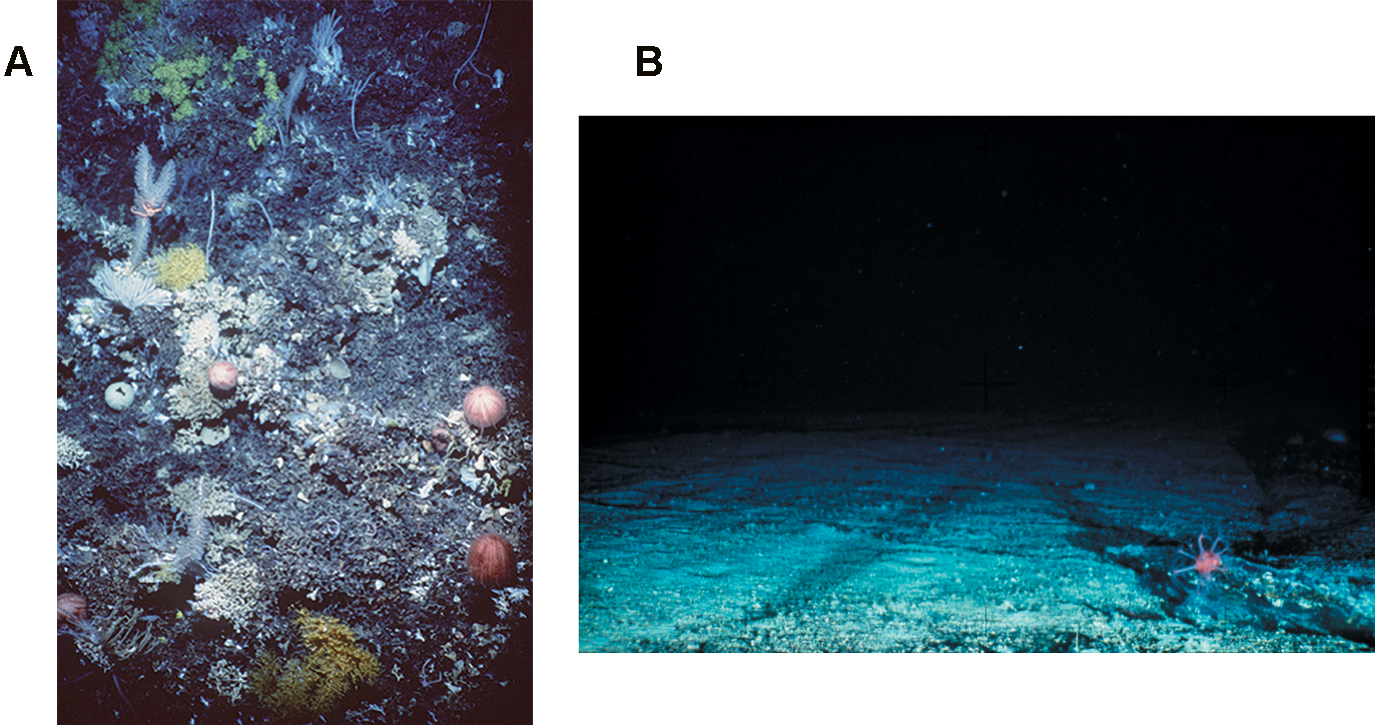
左圖 - 未受底拖網捕撈破壞的海底，右圖 - 已受底拖網捕撈破壞的海底。這種捕撈法會把海底自然的碳匯大肆破壞。

濕地復育是項重要的緩解措施，在有限面積的土地上具有中等到較大的緩解潛力，但在大面積的復育上則會有財務上的問題 - 由復育產生的好處（如改善水質及改進生物多樣性）可能無法抵銷因損失大片土地而產生的經濟成本，另外就是需要長期監測才能確定復育所能達到的效果。:51濕地在氣候變化方面有兩個重要作用 - 它可封存碳，通過光合作用將二氧化碳轉化為固體植物材料，也可儲存和調節水。全球濕地每年約可儲存約4,500萬噸的碳。
有些濕地是重大的甲烷排放來源，有些還會排放一氧化二氮。全球泥炭地僅佔陸表的3%，但儲存高達550吉噸的碳，佔所有土壤碳的42%，超過所有其他植被中（包括世界森林在內）儲存的碳。 對泥炭地的威脅包括將其排水後改為農業用地和在當地伐木，那些樹木有助於保持和固定泥炭地。此外，泥炭通常被掘出作為堆肥。把退化泥炭地復育的做法有將排水渠道阻絕，設置保護區，讓自然植被將其覆蓋。
紅樹林、鹽沼和海草在海洋植被棲息地中佔有大部分，其中僅含有相當於陸地植物生物質的0.05%，但儲存碳的速度比熱帶森林快40倍。 底拖網捕撈、沿海開發的疏浚和化肥徑流會破壞沿海生境。值得注意的是在過去兩個世紀中，全球有85%的牡蠣礁已遭移除。牡蠣礁有清潔水域並讓其他物種繁衍生息，而增加當地生物量的作用。此外，牡蠣礁有降低颶風波浪的力量和減少海平面上升造成的侵蝕作用，可減輕氣候變化的影響。恢復沿海濕地被認為比恢復內陸濕地更具成本效益。 

### 深海
深海選項側重於可儲存在海洋儲藏地的碳，做法包括有海洋肥化、升高海洋鹼度或增強風化。:12–36目前對海洋緩解方案潛力的評估是在2022年所做，且僅有“有限的部署”，但“在未來會具有中等到大規模的緩解潛力”。:12–4總體而言，“基於海洋的緩解選項具有每年去除1–100吉噸二氧化碳的綜合潛力”。:TS-94所需成本在40-500美元/噸二氧化碳之間。這些選項中的大多數還有助於降低海洋酸化（即大氣中二氧化碳濃度增加，而引起海水pH值下降的現象）。
所謂藍碳管理，是另一種基於海洋的生物二氧化碳清除方式，同時涉及基於陸地和基於海洋的做法。:12–51 :764此名詞通常指的是潮汐沼澤、紅樹林和海草可發揮的碳截存作用。:2220其中一些做法也可在深海區域進行，絕大多數海洋碳都聚集在那兒。前述生態系統有助於減緩氣候變化，也有助於進行基於生態系統的調適。反過來，當藍碳生態系統退化或消失時，會將截存的碳釋回大氣中。:2220人們對開發藍碳潛力的興趣日益增強。在某些情況下，這些生態系統單位面積吸收的碳被發現會遠多於陸地森林。但藍碳作為一種去除二氧化碳溶液的長期有效性仍存有爭議。

### 增強風化
透過增強風化作用，每年可以去除2–4吉噸的二氧化碳。這種做法把含矽酸鹽（如玄武岩等岩石）精細研磨後再散佈到海洋表面，來加速自然風化（加速岩石、水和空氣之間的化學反應）。如此做可從大氣中去除二氧化碳，將其永久封存在固體碳酸鹽礦物或海洋鹼度之中。所需成本估算為50-200美元/噸二氧化碳之間。:TS-94

## 其他捕獲和儲存二氧化碳的方法

圖示，針對一大型燃燒天然氣的點源二氧化碳排放，陸地的以及地質的截存過程。

除利用在陸地上將空氣中的二氧化碳除去的傳統方法外，也有其他減少二氧化碳排放及降低現有大氣中二氧化碳的技術被開發。CCS是種緩解氣候變化的方法，在大型點源（例如水泥廠或燃燒生物質的發電廠）將二氧化碳捕獲，然後將其安全儲封存，而非讓其釋放進入大氣。 IPCC估計，如果沒有CCS，阻止全球變暖的成本將會翻倍。
生物能源與碳捕獲和儲存(BECCS) 把CCS的潛力加以擴充，其目的在降低大氣中的二氧化碳水平。在此過程中，先培養生物質來產生生物能源，生物質生長時可從大氣中吸收二氧化碳。生物質經燃燒、發酵或熱裂解而轉為為電力、熱或是生物燃料等，過程中產生的二氧化碳或是生物碳，前者被捕獲並儲存在地下，後者則施用於土地上。這種過程可有效將二氧化碳從大氣中移除。BECCS因此被認為是種負排放技術 (NET)。 
BECCS具有的潛在負排放能力在2018年被估計為每年可達0-22吉噸。截至2022年，估計BECCS一年約已捕獲200萬噸二氧化碳。若要廣泛部署BECCS，會受到生物質成本和其可用性的限制。:10在電腦建模預測中（例如與IPCC相關的綜合評估模型（IAM）），BECCS是種實現2050年以後氣候目標的重要方法，但由於其具有生物多樣性喪失的風險，許多科學家對其抱持有甚高的懷疑。
直接空氣捕獲（DAC）是種直接從環境空氣中捕獲二氧化碳的過程（相對於在點源污染處捕獲），然後加以濃縮，再封存或是利用，或生產碳中性燃料和電轉氣。DAC是種耗費能源的做法，仍須透過大型測試以將技術改進，並降低成本。

## 各區塊的緩解措施

把工業部門的直接以及間接排放列入考慮，這個產業是全球最大的溫室氣體排放源。

### 建築物
建築物區塊佔全球能源相關二氧化碳排放量的23%。:141大約有一半的能源用於空間調溫和把水加熱。建築物中的隔熱設施可顯著降低一次能源的需求。熱泵是種智能式設備，可參與需量反應，有利於變動式（或稱間歇式）可再生資源整合到電網中。太陽能熱水器直接利用太陽熱能。人們自助的做法包括在家庭需求改變時搬到較小的住處、混合使用空間和共同使用設備。:71在建新建物時可使用被動式太陽能建築設計、低耗能建築或零碳建築新技術。此外，在城市的開發，利用顏色更淺、反光性更強的材料，以建造出更節能的建築。

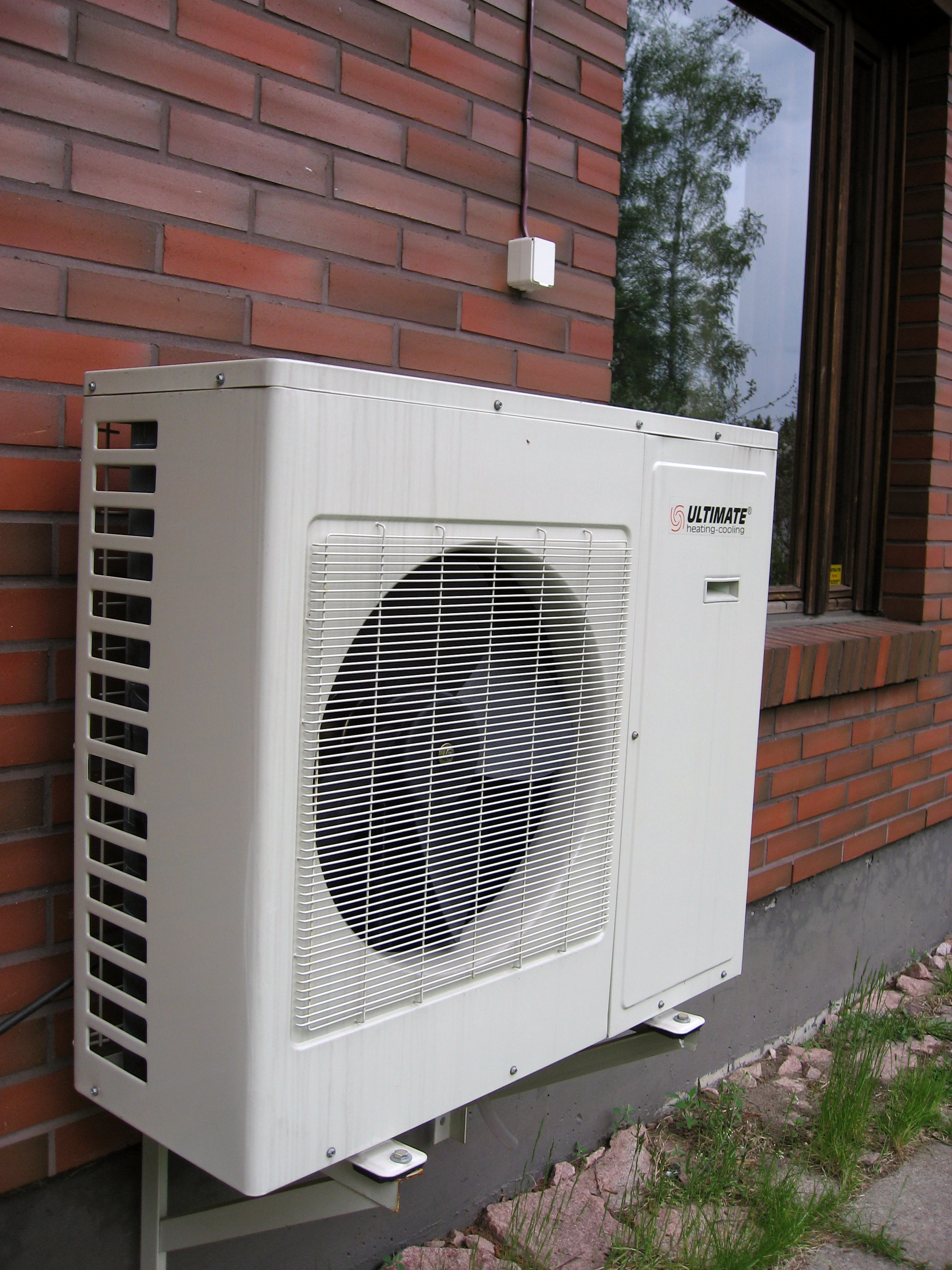
空氣源熱泵的室外機。

現代熱泵所耗用的電力通常僅為傳統電器設備的3分之1到5分之1，具體取決於性能係數和外部溫度。
製冷和空氣調節相關的二氧化碳排放量約佔全球的10%，這些排放量是由於使用化石燃料和氟化氣體所造成。替代性冷卻系統，例如無動力製冷建築設計和裝置被動式日間輻射冷卻外牆，可減少空調的使用。在炎熱和乾旱氣候的郊區和城市可透過被動式日間輻射冷卻，可顯著降低冷卻能源消耗。 
由於較貧窮國家的氣溫升高，加上冷卻設備可用性增加，預計用於冷卻的能源將會顯著上升。全球生活在最熱地區的28億人中，目前只有8%的人擁有空調，而美國和日本的此一比例為90%。把能源效率提高，加上擺脫舊式，有超級污染效果的冷媒，世界在未來40年內可避免排放累積達210–460吉噸的二氧化碳。製冷區塊轉向可再生能源有兩個優勢：太陽能在中午產生的高峰發電量與製冷所需的負荷相對應。此外，電網負載管理中在製冷方面具有巨大潛力。

### 交通運輸

電動汽車的銷售趨勢圖。

交通運輸的排放佔全球排放量的15%。增加大眾運輸、低碳貨運和使用自行車是此區塊脫碳中很重要的做法。
電動載具和環保鐵路設計可減少化石燃料消耗。在大多數情況下，電氣化火車比航空運輸和道路運輸更有效率。其他提高效率的方法還有改善大眾運輸、智能移動、共享汽車和混合動力車輛。可把乘用車的化石燃料耗用包括在排放交易機制內。

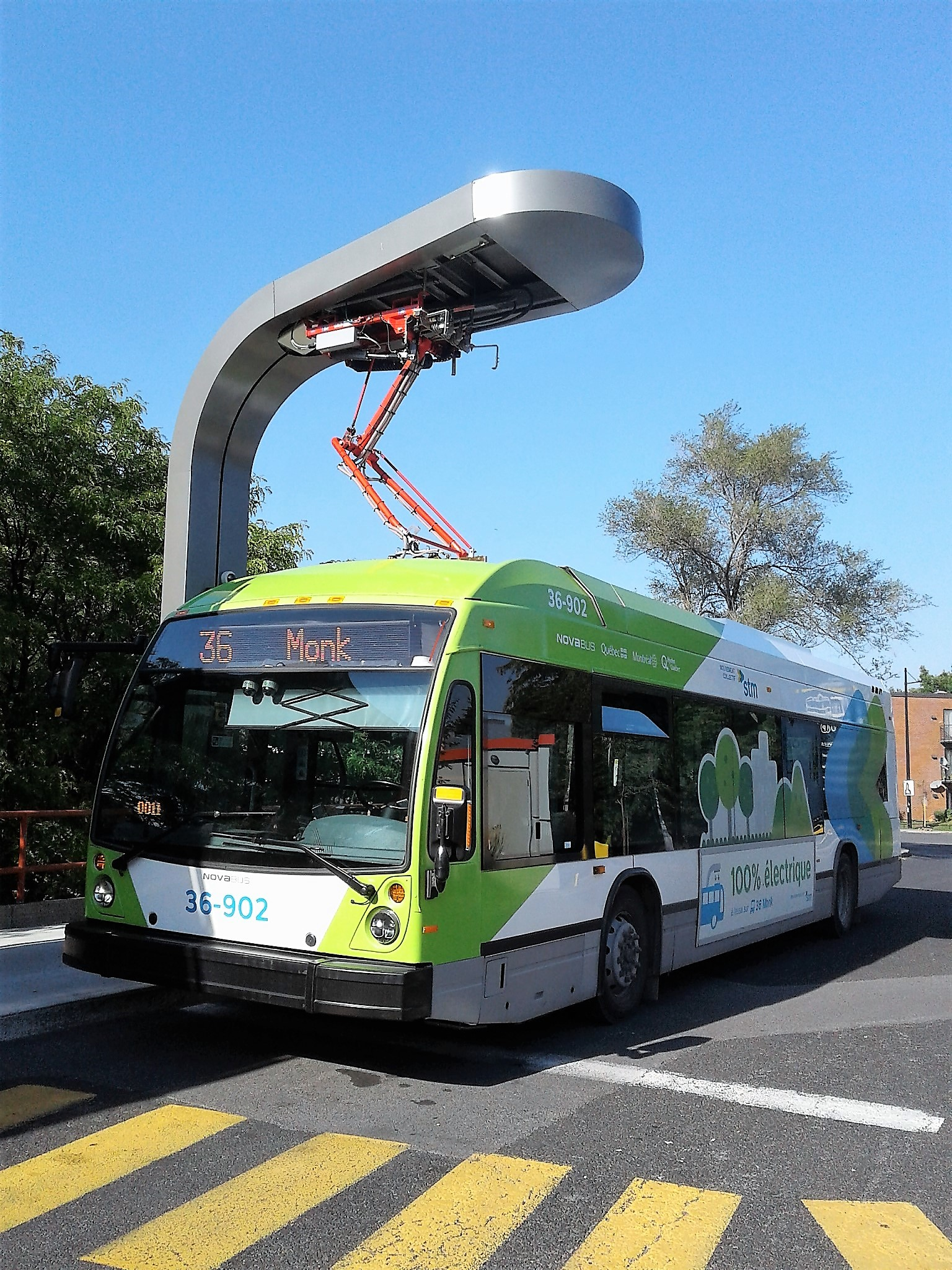
電池動力巴士（加拿大蒙特婁）。

世界銀行支持低收入國家購買電動巴士，雖然其價格高於柴油動力巴士，但可通過降低運作成本和降低城市空氣污染的好處將其抵消。
到2050年，預計道路上有4分之1到4分之3的汽車將是電動汽車。目前電動汽車的電池有過重的問題，長途重型貨運卡車或可改用液態氫氣作為解決的方式。

#### 海運業
對於航運業，排放法規正推動使用液化天然氣 (LNG) 作為船用燃料。經營船舶的業者必須從重油轉向更昂貴的油基燃料，安裝昂貴的煙氣處理技術或轉而使用液化天然氣發動機。但當未燃燒的天然氣發生洩漏時，會降低這種燃料的優勢。馬士基是世界上最大的貨櫃航運公司和船舶營運商，它在投資液化天然氣這類過渡燃料時發出警告，此舉會造成擱淺資產的後果。該公司將綠色氨（100%零碳生產的氨）列為未來的首選燃料之一，並宣佈到2023年會建造第一艘碳中性動力船舶，以碳中性甲醇作為燃料。有部分以氫為動力來源的郵輪正在試驗中。
採混合動力和全電動渡輪則適於短途航行。挪威計畫到2025年擁有一全電動渡輪船隊。

#### 航空業

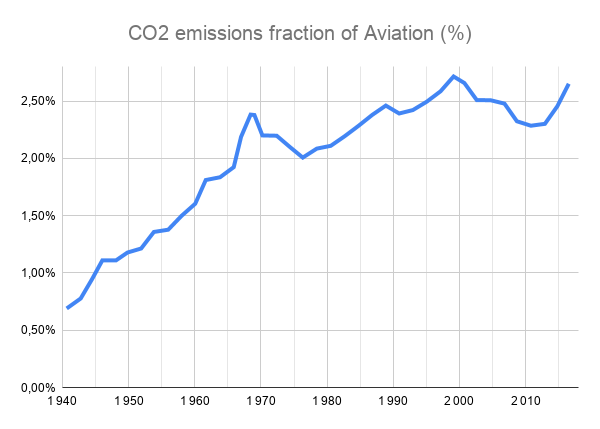
航空業在1940-2018年間的二氧化碳排放量，由全球佔比的0.7%增長到2.65%。

噴射客機會排放二氧化碳，以及科學界目前了解尚少的氮氧化物、凝結尾，加上懸浮微粒而導致氣候變化。單獨由二氧化碳造成的輻射強迫估計為1.3-1.4毫瓦/平方米（mW/m2），因飛機誘導產生的卷雲（科學上對此的了解尚低），其影響尚未包括在內。全球航空業在2018年產生的二氧化碳佔全球所有排放量的2.4%。
雖然航空業的燃油效率不斷提高，但因航空旅行數量增加更快，總體二氧化碳排放量也隨之增加。到2020年，航空業排放量比2005年高出70%，預計到2050年，增長可能會達到300%。
航空業可透過提高飛機燃油經濟性來減少環境足跡，優化航空交通管制及飛行航線以降低非二氧化碳氣體（如氧化氮、懸浮微粒及凝結尾）對氣候的影響。國際民用航空組織（ICAO）擬定的國際民航碳抵銷及減少計畫（CORSIA）包含有採用航空生物燃料、開放排放權交易及促進碳抵銷與碳信用等措施，有降低二氧化碳排放的效果。短途飛行禁令、機場聯絡軌道系統、個人選擇以及航空稅收和補貼有降低航空使用量的效果。油電混合動力飛機、電動飛機和氫動力飛機有機會取代依賴化石燃料提供動力的飛機。
大多數對航空領域在二氧化碳排放的預測均為會上升，至少持續到2040年，目前此領域的年排放量為1.8億噸（佔交通運輸排放量的11%）。在未來數年中，使用航空用生物燃料和氫氣動力的航班僅為少數。預計在2030年之後，會有混合動力驅動飛機進入區域定期航班市場，由電池驅動的飛機預計在2035年後進入市場。根據CORSIA，航班運營商可購買碳抵消以彌補其高於2019年的排放水平，而CORSIA從2027年起將改為強制性。

### 農業、林業和土地利用

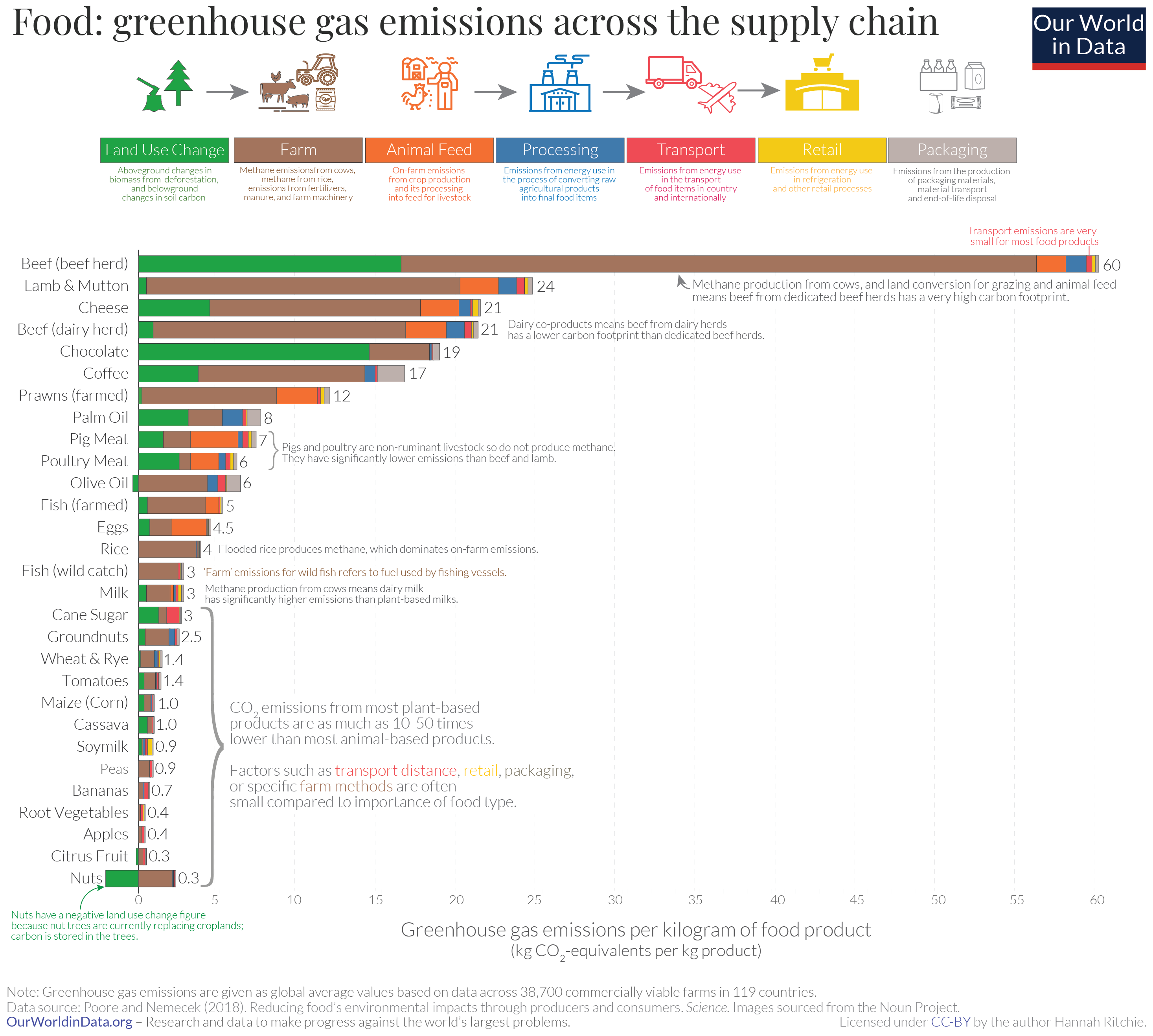
不同食物在供應鏈中產生的溫室氣體排放。

農業和林業部門所產生的溫室氣體排放約佔全球的20%。糧食系統採取的緩解措施分為4類：需求方變化、生態系統保護、農業場所緩解措施和供應鏈緩解措施。在需求方面，限制食物浪費是減少排放的有效途徑。此外，減少對動物產品的依賴（尤其是轉向植物性飲食）是有效的做法。:XXV
飼養牛隻所排放的甲烷佔全球排放量的21%，成為全球變暖的重要驅動力。:6而熱帶雨林遭到砍伐，轉為放牧用途時，影響更大。在巴西，生產1公斤牛肉最多可排放335公斤二氧化碳當量。除農業中使用的的化石燃料之外，牲畜、其糞便管理過程以及水稻種植也會排放溫室氣體。
減少畜牧業牲畜溫室氣體排放的重要緩解做法包括基因選擇、將甲烷氧化菌引入反芻動物的瘤胃、為牲畜注射疫苗、改善飼料、飲食調整和進行放牧管理。其他的選項有社會飲食轉向非反芻動物產品，例如代乳品和素肉。飼養家禽類等所排放的溫室氣體會少很多。
水稻種植中的甲烷排放可通過被稱為System of Rice Intensification (SRI) 的做法（選用優良種子、降低種植密度、增加土壤肥力以及控制用水）而達到減排的效果。

### 工業
把工業的直接和間接排放列入考慮，這個產業是全球最大的溫室氣體排放源。電氣化可把排放降低，對於能源密集，又無法電力化的，可改用綠氫作為能源。對於鋼鐵和水泥行業的緩解選項，包括轉向污染較少的製程。用更少的材料製造產品以降低排放強度，並提高工業流程的效率。最後，循環經濟的做法可減少對新材料的需求，也可減少採礦和製造所釋放的排放量。
對水泥生產的脫碳需對創新進行投資，以開發新的技術。生物混凝土有可能減少排放，但由於尚無成熟的緩解技術，因此至少在短期內仍需採CCS的措施。鋼鐵業所用的高爐可被使用氫氣直接還原鐵製程和電弧爐取代。
煤炭、天然氣和石油在開採及生產時通常會有大量甲烷洩漏。有些政府察覺到問題的嚴重性，並在2020年初頒布相關監管法規。對於那些進行天然氣國際貿易的國家，將油氣井和加工廠的甲烷洩漏問題修復具有成本效益。一些天然氣價格便宜的國家，例如伊朗，俄羅斯，和土庫曼斯坦仍有甲烷洩漏的問題。但幾乎這類情況均可通過更換舊組件和利用常規瓦斯燃除來解決。即使在礦井關閉後，煤層氣仍有可能繼續洩漏，但可利用排水和/或通風系統收集。化石燃料公司並非總有有經濟動機來解決甲烷洩漏問題。

## 共同效益

### 健康與福祉
氣候變化緩解措施產生的健康效益（也稱為“共同效益”）相當顯著：不僅可減輕對未來健康的影響，且可直接改善健康。緩解氣候變化與各種共同效益（例如減少空氣污染和其相關的健康利益）相互關聯。化石燃料燃燒產生的空氣污染既是全球變暖的主要驅動因素，也是每年造成大量死亡案例的原因，據估計，2018年由此產生的超額死亡人數高達870萬人。緩解政策還可促進更清潔的空氣、更健康的飲食（例如少攝取紅肉）、更積極的生活方式以及更多接觸綠色城市空間的機會。:26接觸城市綠色空間對精神健康有益。:18增加綠色和藍色基礎設施也可降低城市熱島效應，而減少人們的熱壓力。:TS-66研究顯示人們在減少商品和服務消費所做的，會對構成福祉的18個成分產生巨大的影響。 
與目前的氣候變化情景（關於溫室氣體排放和減緩的措施）相比，到2040年，在9個國家中，“可持續情景”能每年減118萬與空氣污染相關的死亡、586萬與飲食相關的死亡和115萬因缺乏身體活動的死亡。這些好處歸因於緩解直接溫室氣體排放和減少接觸有害污染物的相應行動，以及改善飲食和安全的身體活動。將全球暖化升溫限制在2°C而發生的成本會低於因清潔空氣而導致人們延長壽命的價值，而在印度和中國，這種成本相對會更小。
在交通運輸部門，緩解策略更能實現獲得交通服務的公平性，並同時減少道路壅塞。:SPM-32 
處理不平等問題有助於減緩氣候變化。:38將健康作為國家自定貢獻目標的重點，可提供機會來提升企圖心，並達到健康共同效益。

### 氣候變化調適
一些緩解措施在氣候變化調適的領域具有共同效益。:8–63例如許多基於自然的解決方案就是這種情況。:4–94:6城市環境中提供的綠色和藍色基礎設施就能同時達到減緩以及調適的效益。調適做法包含有城市森林和行道樹、綠化屋頂和綠色植生牆、城市農業等形式。緩解做法是通過保護和擴大碳匯，以及減少建築物的能源使用來實現。通過降低熱壓力和洪水風險而提供調適上的效益。:8–64

世界排放權交易與碳稅狀況（2019年）
排放權交易 實施 或 計畫實施
碳稅 實施 或 計畫實施
把 排放權交易 或 碳稅 列入考慮

## 成本與資金
估算緩解所需的成本取決於基線（在這種情況下，是與替代情景進行比較的參考情景）、成本建模方式以及對未來政府政策的假設。:622特定地區的緩解成本估算取決於該地區未來“允許”的排放量，以及採取干預的時機。:90
減排成本將依據據減排方式和時間的不同而有變化：但及早、周密計劃的行動會讓成本最小化。將全球升溫控制在2°C以下，其獲益會超過花費的成本。 
許多經濟學家估計緩解氣候變化所需的成本會佔國內生產毛額（GDP）的1%到2%。 在2018年所做的一項估計顯示，每年花費1.7兆美元可將溫度升高限制在1.5°C。這是一筆巨款，但仍遠低於各國政府為化石燃料行業提供的補貼，國際貨幣基金組織（IMF）估計這種成本每年超過4.7兆美元。 但到2022年底，許多人認為將溫度限制在1.5°C是個在政治上不可能的任務。
緩解措施產生的經濟影響會因地區和家庭而異，取決於政策設計和國際合作水平。全球合作有所延遲會增加各地區的政策執行成本，特別是在目前碳密集度較高的地區。具有統一碳值的路徑顯示在碳密集度更高的地區、化石燃料出口地區和較貧困地區，減緩成本會更高。以GDP或貨幣形式表示的總量數字，會低估對較貧窮國家中家庭的經濟影響，對當地福利和福祉的實際影響會相對較大。
成本效益分析可能不適合對氣候變化緩解的整體做分析，但對於1.5°C目標和2°C目標之間的差異做分析仍有用處。估算減排成本的一種方法是考慮潛在技術和產出變化的可能成本。政策制定者可比較不同方法的邊際減排成本，以評估隨時間演化中可能減排的成本和數量。各種措施的邊際減排成本將因國家、部門和時間而異。

### 避免氣候變化影響所需的成本
限制氣候變化，可避免因氣候變化影響而付出的部分代價。根據《斯特恩評論》，不採取行動的話，每年損失至少相當於全球GDP的5%，從現在起並無限期延伸下去（如果包括更廣泛的風險和影響，損失會高達GDP的20%，或是更多）），而減緩氣候變化的成本僅佔GDP的2%左右。從財務角度來看，推遲大幅減少溫室氣體排放並非一好主意。 
緩解方案通常僅就成本和溫室氣體減排潛力進行評估，而在人類福祉受到直接影響方面卻被忽略。

### 分配減排成本
將升溫限制在2°C或以下所需減緩的速度和規模，即表示會造成深刻的經濟和結構變化，而會引發跨地區、收入階層和部門的多種分配方面的問題。
關於如何分配減排責任，已有不同的建議：:103平等主義、基本需求（根據最低消費水平作定義）、比例原則和污染者付費原則。一個特定的建議是“人均應享權利”。:106這種建議可分為兩類。第一類，排放量按全國人口分配。而第二類的方式將依據歷史（累積）排放量做分配。

## 政策

### 市政政策與城市規劃

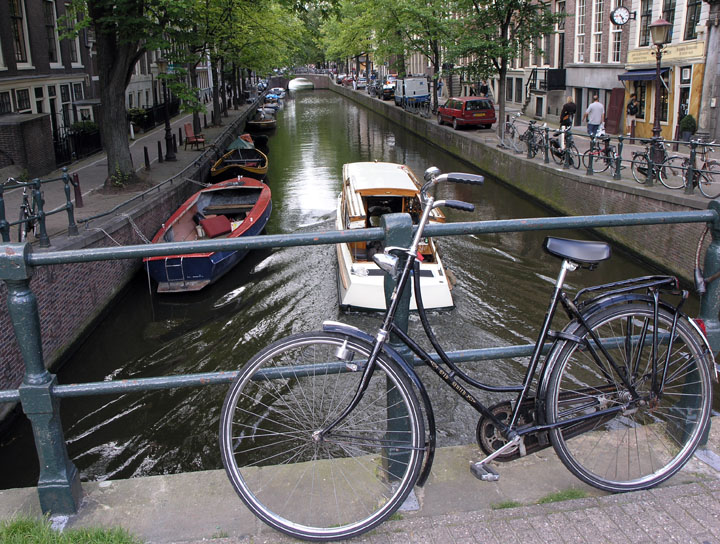
騎腳踏車幾乎不會產生碳足跡。

城市在減少溫室氣體排放方面具有巨大潛力。全球大城市在2020年排放的二氧化碳及甲烷為28吉噸二氧化碳當量。:TS-61是“透過商品和服務的生產和消費合併導致的結果”。{{rp|TS-61}所謂氣候智能型城市規劃，目的在減少城市蔓延以減少移動距離，而降低交通運輸的排放，支持空間混合使用，大眾交通、步行、騎自行車、共享車輛，可減少城市排放。城市森林、湖泊和其他藍色和綠色基礎設施可減少冷卻能源需求，而直接和間接減少排放。:TS-66私家車在運送乘客方面效率極低，而大眾交通和自行車在城市環境中的效率要高出許多倍。改善步行和自行車基礎設施，引導大眾從汽車轉向前述交通方式，對一個國家的整體經濟來說將有助益。可利用封存、堆肥和回收來減少城市固體廢棄物的甲烷排放。

### 國家政策
緩解政策會對個人和國家的社會經濟地位產生巨大而復雜的影響，既有積極的，也有消極的。如果沒“精心設計和包容的政策，這類緩解措施會給貧困家庭帶來更高的經濟負擔。”
要能源部門達成低排放，最有效和有經濟效益的方法是結合基於市場機能的工具（稅收、許可）、制定標準和提供信息政策。:422
國家政策中可支持緩解變化的包括有：
- 監管標準：此類技術或性能標準可有效解決市場失靈時發生的信息壁壘。[272]:412如果監管成本低於解決市場失靈而得的收益，即表示標準可產生淨收益。其中一例是汽車的燃油效率標準。[273]
- 基於市場的工具 例如排放稅和收費：排放稅要求國內排放者為釋放到大氣中的每噸二氧化碳當量溫室氣體支付固定費用或是稅金。[272]:4123如果每個排放者都面臨相同的稅收，就有人會率先採用成本最低的方式實現減排。但現實世界中的市場並不完美，表示排放稅會有偏離這理想的可能。若考慮到分配和公平方面，通常會採根據不同來源而採不同稅率的徵收方式。
- 可交易的排放權：排放可通過排放權交易進行限制。[272]:415分配的排放權等於排放限制，每個排放實體需要持有與其實際排放量相等的排放權數量。只要交易成本不過高，同時交易市場和與排放活動相關的市場不存在重大缺陷，排放權交易就具有成本效益。
- 自願協議：這些是政府（公共機構）和行業之間的協議。[[272]:417協議可能涉及一般問題，例如研究開發，但在其他情況下，也會議定量化目標。但也存在協議參與者發生搭便車問題的風險，或是它們不遵守協議，或是享受協議的好處，卻不承擔任何成本。
- 信息工具：信息不順暢被認為是對提高能源效率或減少排放的障礙。[272]:419這類政策示例包括提高公眾意識，為住家進行隔熱以節能，[274]或少攝取肉類和奶製品以減排。[275][276]但有人說要求人們少吃肉，對政客而言是種“政治毒藥”。 [277]
- 研發政策：某些領域，例如土壤，會因國家/地區而異，因此需要做全國性研究。 [278]有些技術需要資金支持才能達成商業規模，例如浮體式離岸風力發電。[279]
- 低碳電力：政府要放寬對太陽能和陸上風能的限制，[280]並部分資助被私營部門認為有風險的技術，例如核能發電。 [281]
- 需求面管理：目的為減少能源需求，例如通過能源審計、貼標籤警示以及監管。[272]:422
- 增添或是刪除補貼：
  - 利用減排補貼，針對減少或封存的每噸溫室氣體（二氧化碳當量）支付。[272]:421雖然補貼措施通常不如稅收有效，但因分配性和競爭性問題，有時會導致能源/排放稅與補貼（或稅收免除）相結合。
  - 制定補貼和財政激勵措施：[282]例如以能源補貼支持潮汐發電等尚未在商業上可行的清潔發電。 [283]
  - 逐步取消無用的補貼：許多國家提供的某些補貼會對氣候變化產生影響，例如農業補貼和能源補貼（英语：Energy subsidy），以及對交通運輸的間接補貼。[284]如針對牛的農業補貼或化石燃料補貼等特定例子。
- 綠色馬歇爾計劃（Green Marshall Plan）呼籲全球中央銀行創建資金以資助綠色基礎設施，[285][286][287]
- 市場自由化：目前在多個國家和地區已發生市場重組情事。其主要目的是增加市場競爭，但會對排放量產生重大影響。[288]:409–410

#### 淘汰化石燃料補貼
本節摘自化石燃料淘汰#Phase-out of fossil fuel subsidies。
許多國家都提供大量的化石燃料補貼。 估計全球許多國家於2019年的化石燃料消費補貼總額為3,200億美元，截至2019年，各國政府每年對化石燃料的補貼約為5,000億美元：然而國際貨幣基金組織使用非常規的補貼定義（包括未能為溫室氣體排放定價）估計全球在2017年的化石燃料補貼為5.2兆美元，佔全球GDP的6.4%。一些化石燃料公司會為此而對政府進行遊說。
逐步取消化石燃料補貼非常重要。然而必須謹慎行事，以避免遭到民眾嚴重抗議和讓窮人變得更窮。而在大多數情況下，低化石燃料價格對富裕家庭的好處要高於對貧困家庭的。因此為幫助窮人和弱勢群體，可採用化石燃料補貼以外，且具針對性的措施如此做會增加公眾對補貼改革的支持。

#### 碳定價
為溫室氣體排放增加額外成本可將化石燃料的競爭力降低，而加速對低碳能源的投資。有越來越多國家徵收定額碳稅或投入排放權交易 (ETS) 系統。 迄2021年，由於中國國家碳交易計劃的引入，導致全球溫室氣體排放量定價的佔比大增至21%。:23
排放權交易計劃讓排放配額限制在某些減排目標成為可能。但由於配額供過於求，讓大多數ETS的價格維持在低水平的10美元左右，而呈效果不大的缺點，中國在2021年啟動的碳排放權交易以7美元/噸二氧化碳開價即為一例。而歐盟排放交易體系是個例外，碳權的交易價格在2018年開始上漲，迄2022年已達到約80歐元/噸二氧化碳。
能源需求高、排放量大的行業往往只繳納非常低的能源稅，甚至根本不用繳納。:11–80
開採化石燃料產生的甲烷排放有時會被徵稅，但農業產生的甲烷和一氧化二氮通常未被徵稅。  but methane and nitrous oxide from agriculture are typically left untaxed.

### 國際協議
幾乎所有聯合國會員國都是聯合國氣候變遷綱要公約（UNFCCC）的締約方。 UNFCCC的最終目標是將大氣中溫室氣體的濃度維持在一個穩定水平，避免人類對氣候系統造成有危險性的干擾。
儘管當初《蒙特婁議定書》並非為緩解氣候變化目的而設計，但已讓緩解的工作受益。 《蒙特婁議定書》是項國際條約，已成功減少會消耗臭氧層物質（例如氟氯碳化合物）的排放，而這些物質也是溫室氣體。

#### 巴黎協定
本節摘錄自巴黎協定。
《巴黎協定》（法語：Accord de Paris），通常簡稱為《巴黎協定（Paris Accords）》或《巴黎氣候協定（Paris Climate Accords）》，是項關於氣候變化的國際條約，於 2015年通過，涵蓋氣候變化緩解、調適和融資。 《巴黎協定》由196個成員在法國巴黎附近舉行的2015年聯合國氣候變化大會上談判達成。截至2023年2月，UNFCCC的195個成員是該協議的締約方。在尚未批准該協議的3個UNFCCC成員中包含伊朗（也是主要排放國之一）。美國曾於2020年退出該協議，但於2021年重新加入。
《巴黎協定》的長期目標是維持全球平均氣溫，不超過第一次工業革命之前平均氣溫的2°C (3.6°F)，最好是讓升溫控制在1.5°C (2.7°F)，達到此目標可把氣候變化的影響大幅降低。將盡最大能力降低溫室氣體排放，在21世紀中期前達到碳中和的程度。為能達到升溫低於1.5°C，排放必須在2030年前降低約50%。這個目標是所有締約國家自定貢獻加總的結果。
協定的目的在協助各國為氣候變化的影響作調適，並能安排足夠的資金。根據協議，每個國家均須為緩解全球變暖而確認、計劃，並定期報告其達成的進度。。並無任何機制強制一個國家設定具體的排放目標，但每個目標都應超越先前的目標。與1997年的京都議定書相比，巴黎協定締約國中的已開發國家和開發中國家的界限模糊，以至於後者也必須提交減排計劃。

## 歷史
從歷史上看，氣候變化是經由聯合國會員國依據UNFCCC達成共識後才進行處理。 這代表史上的做法是讓盡可能多的國際政府參與，將其作為全球公共問題而採取行動。在1987簽訂年的《蒙特婁議定書》就證明這種模式可發揮作用。但僅根據UNFCCC共識而採由上而下的方法被認為是無效的，而依據經驗及學理而該改採由下而上，多中心，增加橫向溝通，以及建立互信的做法，同時要降低對UNFCCC的強調。
《聯合國氣候變化綱要公約》的延伸 - 京都議定書（1997年通過）為“附件B”所列國家制定具有法律拘束力的減排承諾。:817議定書為三個國際政策工具下定義（“靈活性機制”）以供附件B所列國家履行其減排承諾。根據為IPCC撰寫建議報告的學者Igor Bashmakov等的說法，使用這些政策工具可顯著降低附件B所列國家履行減排承諾的成本。:402
在京都議定書（該議定書於2020年到期）之後，巴黎協定於2015年簽訂。批准京都議定書的國家承諾減少二氧化碳和其他5種溫室氣體的排放，或者在維持或增加這些氣體排放時，必須進行排放權交易。
聯合國氣候變化綱要公約所屬的兩個專家機構於2015年得到結論，“在一些地區和脆弱的生態系統中，甚至有發生超過1.5°C的高風險”。這種專家立場，連同太平洋最貧窮國家和島嶼國的強烈外交語調，是導致2015年聯合國氣候變化大會（簡稱COP21）決定在1.5°C的長期目標之上再制定出2°C目標的原因。
歐盟為2020年制定的減排目標是：將溫室氣體排放量從1990年的水平減少20%，由可再生能源中提供20%的能源，將能源效率提高20%。歐盟聲稱其已實現2020年的減排目標，並已訂立實現2030年目標的立法。歐盟早在2018年的溫室氣體排放量就比1990年減少23%。

## 社會與文化

### 撤資承諾
已有1,000多家，掌握資金達8兆美元的機構承諾由化石燃料產業撤資。 具有社會責任投資性質的基金採取的投資策略是針對於符合環境、社會和公司治理（ESG）標準的項目、基金及機構進行投資。

### 資金
開發中國家為協調其在緩解碳排放影響期間的經濟發展，需要特別的財務和技術支持。加速支持還將“處理金融和經濟對來自氣候變化的脆弱性而導致的不平等。”實現這一目標的方法之一是依據京都議定書中具有彈性的清潔發展機制（CDM）進行。

### 障礙
阻礙氣候變化減緩者可歸為個人、機構和市場三類。:5–71它們構成阻礙的程度在不同的減緩方案、地區和社會有其差別。
圍繞清除二氧化碳，碳核算的複雜問題（例如與生物能源與碳捕獲和儲存(BECCS) 有關的）有成為經濟障礙的可能。:6–42公司遵循的戰略既可成為障礙，也可能成為“脫碳加速因子”:5–84
為讓“社會脫碳”，由於其中包含大量的協調工作，必須由國家（政府）發揮主導作用。:213但強大的政府作用只會在團體凝聚力、政治穩定和存在信任的情況下才能發揮。:213
對位於土地上的緩解方案，資金是個主要障礙，其後的障礙是“文化價值觀、治理、問責制和機構能力”。:7-5
而在開發中國家，另外的障礙還有：
- 資金成本在2020年代初開始增加。[328]在開發中國家，缺乏可用資本和融資是常態。[329]再加上缺乏監管標準，這一障礙助長大量採用低效設備的現象。
- 其中許多國家仍存有財務管理和能力發展（英语：Capacity building）的障礙。[91]:97

據估計，與氣候相關研究的資金中只有0.12%花在緩解氣候變化中的社會科學方面。大量資金花在研究與氣候變化有關的自然科學上，而且相當多的資金也花在研究氣候變化的影響和調適上。 

### 風險
緩解措施也有產生負面影響和風險的可能。:TS-133緩解措施對農業和林業而言，會影響生物多樣性和生態系統運作。:TS-87在可再生能源方面，開採相關金屬和礦物會增加對保護區的威脅。為解決其中問題之一，人們正研究回收太陽能電池面板和電子垃圾的方法，以便從開採之外另闢一材料來源。
但論及緩解措施的風險和負面影響可能會“導致僵局，或是產生採取行動就會有難以解決障礙的感覺”。

### COVID-19大流行的影響
COVID-19大流行導致一些政府至少暫時將注意力從氣候行動上轉移。環境政策執行受到阻礙，加上疫情導致的經濟衰退讓對可持續能源技術的投資放緩。
全球二氧化碳排放量在2020年下降6.4%（或23億噸）。溫室氣體排放隨著許多國家在大流行後期解除限制而開始反彈，大流行政策的直接衝擊，並未對氣候變化方面產生可見的長期影響。